# Quarterpast
| Recensione        | Giudizio |
| ----------------- | -------- |
| Alone Music       |          |
| Dutch Distortion  | 88/100   |
| Metal.de          |          |
| Metalfan          |          |
| Metallized        | 77/100   |
| Music Credo       |          |
| Peek from the Pit |          |
| Powermetal.de     |          |
| Powerplay         |          |
| SpazioRock        |          |

Quarterpast (sottotitolato Symphonic Death Metal Opera) è il primo album in studio del gruppo musicale olandese MaYaN, pubblicato il 20 maggio 2011 dalla Nuclear Blast.

## Antefatti
Dopo la composizione di Design Your Universe, quarto album in studio degli Epica, Mark Jansen aveva ancora molte idee considerate tuttavia troppo estreme per il gruppo. Durante il tempo passato insieme al chitarrista Sander Gommans e al tastierista Jack Driessen, suoi ex compagni negli After Forever. Subito dopo Gommans viene sostituito da Frank Schiphorst, già chitarrista dei My Propane; alla batteria e alla chitarra solista vengono assoldati rispettivamente Ariën van Weesenbeek e Isaac Delahaye, già membri degli Epica, mentre per il ruolo di bassista è stato scelto Jeroen Paul Thesseling degli Obscura. 

## Descrizione
Lo stile di Quarterpast è caratterizzato da chitarre technical death metal, batteria che fa largo uso del doppio pedale e di vari tipi di blast beat, tastiere e orchestrazioni dalle atmosfere oscure che però hanno meno spazio rispetto alla componente metal. Sono inoltre presenti vari passaggi power e black e, più di rado, grindcore. I brani presentano virtuosismi tecnici, ritmiche complesse e frequenti cambi di tempo e umore, questi ultimi spesso marcati da passaggi acustici. La maggior parte delle linee vocali sono cantante da Jansen in growl e scream, ma sono presenti anche passaggi melodici affidati a degli ospiti, nella fattispecie Simone Simons, Floor Jansen, Laura Macrì ed Henning Basse.
I temi trattati nei testi sono le varie declinazioni della corruzione, ad esempio nei contesti di guerra, all'interno delle gerarchie ecclesiastiche con particolare riferimento ai preti pedofili, oppure nel contesto urbano e quindi in relazione alla criminalità e alla mafia. Nel brano The Savage Massacre sono presenti delle campionature di telegiornali italiani.

## Promozione
Il 15 aprile 2011 è stato reso disponibile per il download gratuito il brano Drown the Demon, mentre il 3 agosto è stato pubblicato il videoclip di War on Terror.

## Tracce
Testi di Mark Jansen, eccetto dove indicato, musiche di MaYaN, eccetto dove indicato.
1. Symphony of Aggression – 7:52
2. Mainstay of Society (In the Eyes of the Law: Corruption) – 5:30
3. Quarterpast – 1:35
4. Course of Life – 6:10
5. The Savage Massacre (In the Eyes of the Law: Pizzo) – 5:30
6. Essenza di te – 2:08 (testo: Laura Macrì)
7. Bite the Bullet – 5:21 (musica: MaYaN, Sander Gommans)
8. Drown the Demon – 5:05
9. Celibate Aphrodite – 7:26
10. War on Terror (In the Eyes of the Law: Pentagon Papers) – 4:33
11. Tithe – 0:50

Traccia bonus nell'edizione limitata
1. Sinner's Last Retreat (Deed of Awakening) – 7:44 (testo: Mark Jansen, Johanna Najla Fakhry)

## Formazione
Gruppo
- Mark Jansen – grunt e scream, arrangiamenti aggiuntivi
- Isaac Delahaye – chitarra ritmica
- Frank Schiphorst – chitarra solista e ritmica
- Jeroen Paul Thesseling – basso
- Jack Driessen – sintetizzatore, pianoforte, scream, arrangiamenti orchestrali
- Ariën van Weesenbeek – batteria, grunt, voce narrante

Altri musicisti
- Simone Simons – soprano, contralto
- Laura Macrì – soprano, contralto
- Floor Jansen – soprano, contralto
- Henning Basse – tenore, basso
- Simon Oberender – tenore, basso
- Miro Rodenberg – arrangiamenti aggiuntivi
- Amanda Somerville – voce narrante (traccia 1)
- Trinity Boys Choir – coro (traccia 3)
- Coen Janssen – arrangiamento coro (traccia 3)

Produzione
- Sascha Paeth – produzione, ingegneria del suono, missaggio, mastering
- MaYaN – produzione
- Olaf Reitmeier – ingegneria del suono
- Simon Oberender – ingegneria del suono, montaggio